# Первенство России по современному пятиборью среди юниоров
Первенство России по современному пятиборью среди юниоров являются главными внутри российскими соревнованиями и проводятся под эгидой Федерации современного пятиборья России. В соревнованиях принимают участие спортсмены возрастной категории 18-21 лет, так же могут участвовать пятиборцы младшей возрастной группы (кадеты «А») имеющие звание «Кандидат в мастера спорта России». Первенства России среди юниоров регулярно стали проводиться с середины 90-х годов.
В турнире принимают участие мужчины и женщины. Награды первенства разыгрываются в лично-командном первенстве и эстафетах.

## Мужчины
- Самый титулованный чемпион России в личном первенстве.

2-х кратные чемпионы России:
Сергей Баранов  Нижегородская область (2017, 2018).
Сергей Шуин  Московская область (2003, 2004).
Кирилл Мануйло  Самарская область (2023, 2024).
Калязов Лев  Москва (2014, 2016).

## Женщины
- Самая титулованная чемпионка России:

- 3-х кратные чемпионы России:

Янна Соловьева  Москва (2021, 2022, 2024)
- 2-х кратные чемпионы России:

Серкина София  Москва (2016, 2017)

## Сведения о первенстве России
| Мужчины | Женщины |

| Год  | Место проведения | Чемпион                                | Год  | Место проведение | Чемпион                                    |
| 2025 | Москва           | Андрей Бобров · Москва                 | 2025 | Москва           | Елизавета Скуднякова · Москва              |
| 2024 | Москва           | Кирилл Мануйло · Самарская область     | 2024 | Москва           | Янна Соловьева · Москва- Самарская область |
| 2023 | Москва           | Кирилл Мануйло · Самарская область     | 2023 | Москва           | Амина Тагирова · Москва                    |
| 2022 | Уфа              | Жиртуев Антон · Самарская область      | 2022 | Уфа              | Янна Соловьева · Москва                    |
| 2021 | Москва           | Егор Громадский · Московская область   | 2021 | Москва           | Янна Соловьева · Москва                    |
| 2020 |                  | не проводилось                         | 2020 |                  | не проводилось                             |
| 2019 | Москва           | Андрей Петров · Санкт-Петербург        | 2019 | Москва           | Екатерина Утина · Самарская область        |
| 2018 | Москва           | Баранов Сергей · Нижегородская область | 2018 | Москва           | Анастасия Чистякова · Москва               |
| 2017 | Москва           | Баранов Сергей · Нижегородская область | 2017 | Москва           | София Серкина · Москва                     |
| 2016 | Москва           | Колязов Лев · Москва                   | 2016 | Москва           | София Серкина · Москва                     |
| 2015 | Москва           | Наумов Олег · Самарская область        | 2015 | Москва           | Вдовенко Екатерина · Самарская область     |
| 2014 | Уфа              | Колязов Лев · Москва                   | 2014 | Уфа              | Анастасия Петрова · Санкт-Петербург        |
| 2013 |                  |                                        | 2013 |                  |                                            |
| 2012 | Уфа              | Беляков Кирилл · Нижний Новгород       | 2012 | Уфа              | Лебедева Светлана · Москва                 |
| 2011 |                  |                                        | 2011 |                  |                                            |
| 2010 |                  |                                        | 2010 |                  |                                            |
| 2009 | Уфа              |                                        | 2009 | Москва           | Хураськина Екатерина · Москва              |
| 2008 | Самара           | Карякин Сергей · Самара                | 2008 | Самара           | Щербакова Марина · Москва                  |
| 2007 | Москва           | Холодков Роман · Самарская область     | 2007 | Москва           | Садовникова Александра · Москва            |
| 2006 |                  |                                        | 2006 |                  |                                            |
| 2005 |                  |                                        | 2005 |                  |                                            |
| 2004 | Ростов-на-Дону   | Шуин Сергей · Московская область       | 2004 |                  |                                            |
| 2003 | Санкт-Петербург  | Шуин Сергей · Московская область       | 2003 |                  |                                            |
| 1998 | Санкт-Петербург  | Новиков Федор · Санкт-Петербург        | 1998 |                  |                                            |
| 1997 |                  |                                        | 1997 |                  |                                            |
| 1996 | Москва           | Тютюев Евгений · Краснодар             | 1996 |                  |                                            |